# Beat ReGeneration
 Beat ReGeneration  è un album del gruppo musicale italiano Pooh, uscito il 1º febbraio del 2008. L'album debutta al primo posto della classifica FIMI e risulta il 13º album più venduto.

## Il disco
L'album è composto di 12 brani, cover lanciate in origine da complessi di musica beat e portate al successo negli anni sessanta (eccezion fatta per Gioco di bimba ed Eppur mi son scordato di te, che non erano canzoni beat, ma brani degli anni settanta). È da notare che diverse di queste canzoni erano a loro volta delle cover in italiano di pezzi in inglese.
Tra queste, il brano guida è La casa del sole, cover di The House of the Rising Sun. Dal pezzo i Pooh hanno anche ricavato un moderno videoclip ambientato nell'Abbazia di San Galgano, in terra toscana.
Il disco presenta i brani dell'epoca beat rivestiti delle sonorità tipiche dei Pooh, quindi con l'uso abbondante di tastiere e un groove che riporta molto all'eurobeat, tipico dei brani Pooh di fine millennio.
Gli arrangiamenti musicali sono curati da Danilo Ballo, la registrazione ed il mixaggio da Sabino Cannone, assistito da Ivan Rossi.
Date le tendenze tipiche dell'epoca beat è normale che nessuno dei brani raggiunga i quattro minuti di durata. I brani di durata inferiore ai tre minuti sono stati dilatati per raggiungere una lunghezza minima.

## Tracce
1. È la pioggia che va, testo di Mogol e musica di Bob Lind; già cantata dai Rokes - Voce principale: Roby
2. La casa del sole, testo di Mogol e musica tradizionale americana; già cantata dagli Animals, col titolo "The house of the rising sun"; ripresa la versione dei Los Marcellos Ferial - Voce principale: Roby
3. Pugni chiusi, testo e musica di Gianni Dall'Aglio, Luciano Beretta e Ricky Gianco; già cantata dai Ribelli - Voce principale: Red
4. Che colpa abbiamo noi, testo di Mogol e musica di Bob Lind; già cantata dai Rokes - Voce principale: Dodi
5. Un ragazzo di strada, testo italiano di Nisa; testo originale e musica di Nancie Mantz e Annette Tucker; già cantata dai Brogues, col titolo "I ain't no miracle worker"; poi cantata da I Corvi - Voce principale: Stefano
6. Eppur mi son scordato di te, testo di Mogol e musica di Lucio Battisti; già cantata dai Formula 3 - Voce principale: Stefano, Red, Roby
7. 29 settembre, testo di Mogol e musica di Lucio Battisti; già cantata dall'Equipe 84 - Voce principale: Roby
8. Mi si spezza il cuore; testo di Miky Dallon e musica di Carlo Alberto Rossi; già cantata dai Sorrows - Voce principale: Red
9. Nel cuore, nell'anima, testo di Mogol e musica di Lucio Battisti; già cantata dall'Equipe 84 - Voce principale: Dodi
10. Per vivere insieme, testo italiano di Giuseppe Cassia; testo originale e musica di Garry Bonner e Alan Gordon; l'originale, "Happy together", è degli americani Turtles; poi cantata dai Quelli - Voci principali: Corale
11. Così ti amo, testo italiano di Franco Boldrini; testo originale e musica di Barry Gibb e Robin Gibb: l'originale "To love somebody" è dei mannesi britannici Bee Gees; poi cantata da I Califfi - Voce principale: Roby
12. Gioco di bimba, testo e musica di Tony Pagliuca e Aldo Tagliapietra; già cantata da Le Orme - Voci principali: Dodi, Stefano, Red, Roby

## Formazione
- Roby Facchinetti - voce, tastiere
- Dodi Battaglia - voce, chitarra
- Stefano D'Orazio - voce, batteria, percussioni
- Red Canzian - voce, basso

Altri musicisti
- Aldo Tagliapietra - sitar in 29 Settembre
- Lena Biolcati, Chiara Canzian e Silvia Di Stefano - cori in Così ti amo, Pugni chiusi e La casa del sole

## Classifiche

### Classifiche settimanali
| Classifica (2008) | Posizione massima |
| ----------------- | ----------------- |
| Italia            | 1                 |

### Classifiche di fine anno
| Classifica (2008) | Posizione |
| ----------------- | --------- |
| Italia            | 13        |